# Cyaniris carna
Cyaniris carna är en fjärilsart som beskrevs av De Nicéville 1895. Cyaniris carna ingår i släktet Cyaniris och familjen juvelvingar. Inga underarter finns listade i Catalogue of Life.